# Pardé
Pardé (em persa: پرده) é um filme de docuficção iraniano de 2013 de Jafar Panahi e Kambuzia Partovi. Estreou no 63º Festival Internacional de Cinema de Berlim em 12 de fevereiro de 2013, onde Panahi ganhou o Urso de Prata de melhor roteiro. Foi filmado secretamente na própria vila de Panahi à beira-mar no Mar Cáspio. Panahi afirmou que começou a filmar em um estado de melancolia, mas conseguiu se recuperar ao final do filme. Pardé é o segundo filme de Panahi desde sua proibição de 20 anos de produção cinematográfica após This Is Not a Film, de 2011.
O filme foi selecionado como filme de encerramento do Festival Internacional de Cinema de Hong Kong de 2013.

## Enredo
Um roteirista anônimo chega a uma vila isolada de três andares no Mar Cáspio. Ele secretamente traz consigo seu cachorro de estimação chamado "Boy". Cães são considerados impuros sob o domínio islâmico, e o escritor pretende esconder "Boy" das autoridades enquanto tenta escrever. O escritor raspa a cabeça para disfarçar sua identidade e cobre todas as janelas da vila com um pano preto e opaco.
Certa noite, durante uma tempestade, Melika e seu irmão Reza invadem a vila. Contam ao escritor que fugiram de uma festa ilegal na praia, onde houve consumo de álcool, e estão se escondendo da polícia. O escritor exige que eles saiam, mas Reza afirma que sua irmã tem tendências suicidas e deixa Melika lá enquanto procura um carro.
A presença de Melika começa a perturbar o escritor. Melika fala com ele de forma enigmática e teatral, frequentemente mentindo e exigindo saber detalhes pessoais da vida do escritor. O escritor fica cada vez mais paranoico e começa a suspeitar que Melika seja uma espiã da polícia. Melika quer abrir as cortinas contra os protestos do escritor. Melika desaparece repentinamente e o escritor fica sozinho. Quando ele ouve a porta dos fundos sendo arrombada, o escritor e o "Menino" se escondem e ouvem os sons da casa sendo saqueada por ladrões.
O filme muda abruptamente e se torna mais surrealista quando o diretor Jafar Panahi e outros membros da equipe de filmagem aparecem na vila, com todo o filme até aquele ponto tendo sido fictício. Panahi é visto em situações cotidianas, como comendo, conversando com trabalhadores que consertam a janela do pátio e interagindo com amigos. Personagens do início do filme começam a assombrar Panahi, especialmente Melika. Melika deixa a vila e entra na água. Panahi a segue até lá, mas o filme é repentinamente rebobinado e ele se encontra na vila novamente. Em um telefone celular, ele olha fotos das filmagens na casa, mostrando o escritor quando ele conhece Melika e Reza pela primeira vez. No final do filme, Panahi deixa a vila enquanto Melika observa.

## Elenco
- Kambozia Partovi como escritor
- Maryam Moghaddam como Melika
- Jafar Panahi como ele mesmo
- Hadi Saeedi como Reza
- Azadh Torabi como irmão de Melika
- Zeynab Khanum como ele mesmo[7]
- Abolghasem Sobhani como Agha Olia
- Mahyar Jafaripour como irmão
- Ramin Akhariani como trabalhador
- Sina Mashyekhi como trabalhador

## Produção
Pardé é o sétimo longa-metragem de Panahi e o oitavo de Partovi. É sua quinta colaboração cinematográfica de qualquer tipo, seguindo The Second Look (um documentário sobre o filme de Partovi Golnar), The Fish, Dâyere e Café Transit. O filme foi filmado em segredo com uma equipe de quatro a cinco pessoas na casa de Panahi. Partovi disse que as cenas com cortinas nas janelas foram filmadas por último para evitar levantar suspeitas ou colocar Panahi em apuros. O assunto do suicídio é discutido ao longo do filme e Panahi teria sofrido de depressão desde que seus problemas legais começaram. Quando questionado sobre o assunto no Festival de Cinema de Berlim, Partovi afirmou que Panahi "não estava constantemente pensando em suicídio, não, porque então ele não teria sido capaz de fazer o filme. Mas se eu me imagino incapaz de trabalhar e apenas sentado em casa, então tenho certeza de que começaria a pensar em suicídio." Panahi afirmou que estava em um estado de profunda melancolia quando as filmagens começaram, mas que se recuperou quando o filme foi concluído.

## Lançamento
Pardé foi anunciado como selecionado para exibição na competição do 63º Festival Internacional de Cinema de Berlim em 11 de janeiro de 2013. O diretor do festival, Dieter Kosslick, é um antigo apoiador de Panahi e disse que "pediu ao governo iraniano, ao presidente e ao ministro da cultura, que permitissem que Jafar Panahi comparecesse à estreia mundial de seu filme na Berlinale." O filme estreou no festival em 12 de fevereiro de 2013 e mais tarde ganhou o Urso de Prata de Melhor Roteiro.

### Resposta iraniana
Em resposta ao prêmio de Melhor Roteiro, Javad Shamaqdari, chefe da Agência de Notícias Estudantil Iraniana, declarou: "Protestamos junto ao Festival de Cinema de Berlim. Seus funcionários devem alterar seu comportamento porque, no intercâmbio cultural e cinematográfico, isso não é correto" e acrescentou: "Todos sabem que é necessária uma licença para fazer filmes em nosso país e enviá-los para o exterior, mas há um pequeno número que faz filmes e os envia sem licença. Isso é uma ofensa... mas até agora a República Islâmica tem sido paciente com tal comportamento." Em resposta à reclamação da ISNA, o Festival de Cinema de Berlim divulgou a declaração: "Lamentamos muito se a exibição tiver quaisquer consequências legais para os cineastas." Em 28 de fevereiro de 2013, as autoridades iranianas confiscaram os passaportes de Partovi e Moqadam. Isso os impediu de viajar para fora do Irã para promover o filme no exterior ou em festivais de cinema, como o 37º Festival Internacional de Cinema de Hong Kong, cuja exibição estava prevista para 2 de abril de 2013.

## Recepção
Pardé tem uma taxa de aprovação de 91% no site agregador de críticas Rotten Tomatoes, com base em 44 avaliações, e uma classificação média de 7,5/10. O consenso crítico do site afirma: "Ambicioso e primorosamente elaborado, o conto semi-não-ficcional de Jafar Panahi é um retrato poderoso e imaginativo do desespero de um artista". No Metacritic, o filme tem uma pontuação média ponderada de 81 em 100, com base em 16 críticos, indicando "aclamação universal".
Hanns-Georg Rodek, do Die Welt, disse que o filme era "simultaneamente um filme sobre coragem e covardia na repressão... [e] simultaneamente alegórico e concreto" e que Melika era a "encarnação do livre pensamento". Jay Weissberg, da Variety, comparou o filme a Seis Personagens à Procura de um Autor, de Luigi Pirandello, e ao teatro do absurdo, mas disse que "a multiplicidade de níveis temáticos tem o efeito geral de enfraquecer o impacto do filme". Deborah Young, do The Hollywood Reporter, elogiou a cinematografia e a iluminação do filme, apesar de seu baixo orçamento, e disse que o filme "não era um filme fácil de se relacionar - na verdade, ele deliberadamente causa um curto-circuito em qualquer resposta emocional do público - e terá que depender amplamente da reputação de Panahi para decolar em locais de arte estrangeiros". Eric Kohn, do IndieWire, deu ao filme uma classificação A-, mas chamou-o de "menos um filme acabado do que um pedido de ajuda, sua trajetória enigmática permite que os espectadores tenham empatia com Panahi exclusivamente por meio de suas ideias." Patrick Gamble, do cine-vue.com, chamou o filme de "um exemplo existencial de metacinema disfarçado de uma peça de câmara humanista sobre repressão política", mas criticou o terceiro ato do filme, chamando o papel de Panahi de "uma participação especial imprudente, a estética autorreverencial do filme desequilibra a balança, transformando uma metáfora pesada, mas agradável, para sua repressão criativa em uma odisseia exagerada e chocantemente pessoal." Rui Martins, do pravda.ru, chamou-o de "uma alegoria cinematográfica sobre sua incapacidade de se conectar com o mundo exterior."